# Etmopterus dislineatus
Etmopterus dislineatus — акула з роду Ліхтарна акула родини Ліхтарні акули.

## Опис
Загальна довжина досягає 44,8 см. Спостерігається статевий диморфізм: самиця більша за самця. Голова відносно коротка — менше 21% довжини тіла. Морда сплощена зверху. Очі овальні, горизонтальної форми, відносно вузькі. На верхній повіці мається блідна перетинка. За очима є невеликі бризкальця. Рот відносно широкий. Загалом на щелепах присутні 41-45 зубів. У неї 5 пар коротких зябрових щілин. Тулуб стрункий, витягнутий. Шкірна луска розташовано щільно, але не утворює правильних рядків. Грудні плавці невеликі, округлі. Має 2 спинних плавця з шипиками. Задній плавець більше за передній. Хвостове стебло довге. Анальний плавець відсутній.
Забарвлення спини та боків коричнева зі сріблястим відливом. Черево має чорний колір. Очі мають зеленувато-синій відтінок. Уздовж спини та боків присутні дрібні темні горизонтальні лінії та плями. У середній частині хвостового стебла є темні сідлоподібні плями. На центральній та верхній частині хвостового плавця є чорні плями та лінії. Окремі ділянки шкіри мають фотофтори, що світяться у темряві.

## Спосіб життя
Тримається на глибинах від 590 до 700 м. Здійснює добові міграції. Є активним хижаком. Живиться кальмарами, креветками, морськими червами, личинками, а інколи дрібною рибою.
Статева зрілість самців настає при розмірі 33 см. Це яйцеживородна акула.

## Розповсюдження
Представлена невеликими окремими ареалами в акваторії Квінсленда (Австралія) — Кораловому морі.